# جهاز مخابرات
المخابرات هو جهاز ومؤسسة من مؤسسات الدولة تختص بجمع المعلومات وتحليلها. عادة ما تعمل على تنفيذ سياسات الحكومة. المخابرات أحدهما يعتنى بجمع المعلومات عن البلدان والمؤسسات الأجنبية ويقومها، والثاني يدافع عن الأمة ضد التجسس، والأعمال الأخرى التي تستهدف إضعاف البلاد. وهذا النوع من المخابرات يتمثل في وكالة مكافحة المخابرات أو وكالة مكافحة التجسس. وتشارك بعض وكالات مكافحة المخابرات في عمليات سرية أي أنها تتولى بشكل سري أنشطة سياسية مصممة للتأثير في مجرى بلدان أجنبية.
وهي تحتاج لقدرات فائقة وعالية من الذكاء 
كانت كلمة المخابرات قديماً تطلق عليها المستطلعين أو المستشرقين الأجانب أو الجنود المستكشفين أو قناصة الاستطلاع، الذين تقتصر مهمتهم على جمع الأخبار أو المعلومات عن جيش الاعداء وأسلحته وأماكن تجمعه وتحركاته، ويعتبر جهاز المخابرات من أهم الاجهزة الأمنية على مستوى العالم ، ولذلك تعمل معظم الدول على تقويتها ويعتبر جميع الأفراد الملتحقين في أجهزة المخابرات من أمهرهم حيث يُنْتَقَوْن بعناية فائقة وتعتمد مهاراتهم في وقت الحرب أو السلم على جمع المعلومات الهامة لأي دولة معادية ، كما تعتمد على بث المعلومات الزائفة وتعرف باسم الحرب النفسية أو الحرب الباردة لزعزعة روح الخصم، كانت أعمال المخابرات في العصر العباسي ملحقة بنظارة البريد أو ولاية البريد، فكان صاحب البريد ينقل الأخبار إلى الخليفة فيما يتعلق بالجواسيس وأحوال الجنود والأسعار وغير ذلك.

## تسميات مرادفة
تختلف تسمية الجهاز المسؤول عن المخابرات من دولة الى اخرى؛ ابرز الاسماء هي: مخابرات، استخبارات، مباحث، وكذلك: الامن العام. وعادة ما تُسبق بكلمة وكالة او جهاز فتكون التسمية مثلا: "جهاز الامن العام".

## المهام
للمخابرات أهداف مهمة لدى الأجهزة الاستخباراتية العظيمة بخلاف ما هو منشور ومكتوب عنها في الكتب.
تغير مهام ودور أجهزة المخابرات الدولية بدأ منذ سنوات عدة، وأن أغلب الأجهزة تطورت مهامها للعمل في دوائر من العلانية والإعلام بديلا عن السرية والتكتم، وأنها دخلت في مرحلة مهمة من ممارسة الدبلوماسية والاتصال بصورة مشروعة، وأن أغلب أجهزة المخابرات أصبح لها دور سياسي واجتماعي بل اقتصادي في إطار تحصين الجبهات الداخلية، وتأكيد دورها في حماية الداخل، وما يتعرض له من أي أزمات طارئة، وهو ما دفع بقوة لظهور دورها في أزمة كورونا، وسيتضح لاحقا في عصر ما بعد التهديدات غير التقليدية التي تؤكد حقيقة أننا أمام متغيرات حقيقية تعلن عن نفسها في المحيطين الإقليمي والدولي.

## أمن المخابرات
السياسات والإجراءات والتدابير التي ينتهجها قسم الأمن في وكالة المخابرات لضمان أداء مخابراتي متسق مع اهداف الأمن القومي، وذلك من خلال تحقيق أمن الأفراد (العاملين في المخابرات) وأمن الوثائق والمعلومات، وأمن الحواسيب والشبكات، وأمن المرافق والمنشآت، وأمن العمليات الخاصة والسرية.

## تحديات أمن المخابرات
التحديات الداخلية:
جمود الهياكل التنظيمية ذات البيروقراطية المقيدة لعمليات صنع وإتخاذ القرارات.
صعوبة التكيف البيروقراطي مع المستجدات الجيوسياسية للدولة.
تحديات الأمن التشغيلي لأقسام وكالة المخابرات.
نظم قديمة في السيطرة على تدفق انسيابية المعلومات.
تحيزات معرفية في تحليل معلومات المخابرات.
نظم تدريب قديمة لا تواكب تطورات العصر.
ضعف الإمتثال للسياسات والإجراءات الأمنية داخل مرافق المخابرات.
التهديدات الخارجية:
التجسس: الإستحواذ علي معلومات سرية وخاصة بصورة غير شرعية.
تسريب المعلومات والمرسلات: تسريبات ويكيليكس وتسريبات باندورا.
ضعف التعاون المخابراتي الدولي.

## كيف يقيم قسم أمن المخابرات اداء وكالة المخابرات؟
- مستوى ما تقدمه المخابرات من تحذيرات للفرص والمخاطر، ودقة التقديرات للظواهر السياسية والأمنية.
- دقة تنفيذ العمليات الخاصة.
- مستوى اعتماد صناع القرار على إحاطات المخابرات، ودورها في صنع سياسات الأمن القومي.
- مستوى تكامل المخابرات مع مؤسسات الأمن القومي الأخرى.

## مدارس المخابرات
أشهر وأقوى مدارس المخابرات في العالم:

### وكالة المخابرات المركزية ( الولايات المتحدة الأمريكية)
تأسست عام 1947 عندما أمر الرئيس الأمريكي هاري ترومان بإنشاء وكالة الاستخبارات المركزية الأمريكية (CIA) الذي يعمل بالتعاون مع جهاز (FBI) وتقع مدرسة تدريب رجال المخابرات الأمريكية ( CIA) في مجموعة من الأبنية الضخمة في مدينة ( الانجلي) بولاية فرجينيا وتشتهر بين العملاء باسم ( المزرعة ) على انها (منبع الجواسيس) أول ما يخضع له الملتحقون الجدد بهذه المدرسة هو اختبار (الكشف عن الكذب) لبيان مدى سلامة بنيتهم في العمل كعملاء للمخابرات الأمريكية كما يقوم رجال المباحث بالتحري عن كل عميل جديد وأفراد أسرته بأكملها لفترة طويلة وبكل دقة متناهية قبل ان يلتحق رسمياً بالعمل لدى جهاز المخابرات واكثر ما تهتم به دروس التعليم في المدرسة الأمريكية هو:
1. الحفاظ على سرية العمل.
2. طرق التخفي.
3. التنكر.
4. تسجيل المعلومات في سرية تامة.

### مدرسة الاتحاد الأوروبي الموحدة للاستخبارات
تقرر في الاتحاد الأوروبي إنشاء مدرسة استخباراتية مشتركة (مدرسة الاتحاد الأوروبي المشتركة للمخابرات)، حيث يقومون بتدريب المتخصصين في
الاستخبارات لجميع دول الاتحاد، وستكون الدول الرائدة في المشروع هي اليونان وقبرص. إلا أن هذه المدرسة بدلاً من توحيد الخدمات الخاصة قد تلعب دورًا معاكسا.
وافق على المشاركة في مشروع مدرسة الاستخبارات المشتركة 25 دولة من بين 28 دولة من دول الاتحاد الأوروبي. وبشكل استعراضي لا تشارك المملكة المتحدة وتابعتاها المخلصتان الدنمارك ومالطا فيه. بالإضافة إلى ذلك عبّر الخبراء البريطانيين بلباقة، فتركيا «رفعت حاجبيها» بدهشة. لا تفترض طموحات أنقرة للهيمنة في شرق البحر المتوسط أي دور قيادي لليونان في أي شيء. حتى في مشروع مدرسة المخابرات المشتركة. ووفقًا لبعض المعلومات الألمان هم من سيسيطر على المشروع، فمن المخطط له أن يشكلوا العمود الفقري لهيئة التدريس.
يوجد الآن في الاتحاد الأوروبي ما يسمى مركز الدائرة الأوروبية للشؤون الخارجية (EU INTCEN) للاستخبارات، وظيفته تزويد مفوض الشؤون الخارجية (الآن فيديريكا موغيريني) بالمعلومات، وكذلك خدمة نظام الإنذار المبكر بالتهديدات العسكرية والإرهابية. من السهل تخيل كيف يعمل هذا المركز على مثال أي نظام بيروقراطي أوروبي. من الواضح أن وكالات الاستخبارات الوطنية، التي تقدر مصادرها، تتجنب التعاون الكامل مع المركز الأوروبي المذكور أعلاه. بريطانيا هنا في المقدمة، وكذلك الدنمارك، وهولندا والنرويج ومالطا. المخابرات الفرنسية تمارس أيضا التخريب الهادئ.

### المدرسة الروسية
المخابرات الروسية، تأسست عام 1881 مشابهة لدائرة حماية الدولة (أي الشرطة السرية للقيصر) وفي عام 1917 تأسست المفوضية فوق العادة لمكافحة أعداء الثورة والقضاء على التخريب، الروس هم أشد الدول حرصاً على الاهتمام بالجاسوسية وتدريب الجواسيس ووجود مدارس كثيرة للجاسوسية في مختلف أنحاء الاتحاد السوفييتي ويبلغ عددها عشرة مدارس وكل مدرسة تختص بلغة معينة من العالم مثل مقر الاستخبارات العسكرية في موسكو وهي أهم كلية حربية لدى الجيش، وتدرس إلى جانب المواضيع العادية الكتابة السرية، والتصوير على الأفلام وكيفية التعامل مع العملاء السريين.

## معرض

### أقسامالاستخبارات
1. الرقابة.
2. الخدمة السرية.

قال فارجوا: ان الاستخبارات تعني بصورة ما القدرة على فهم وتقدير الآراء.
- الاستخبارات الجغرافية.

التي تهتم بالمعلومات الخاصة بطبيعة الأرض والبحر والجو من أجل الخطط العسكرية انقسمت إلى أقسام قسم خاص بالطبوغرافيا، وقسم بالأرصاد الجوية، وقسم بالطقس، وقسم بالهيدروجرافي، وقسم بالنقل.
- الاستخبارات التكنولوجية.

هي ذات أهمية حيوية خاصة بالامن القومي منها، الاستخبارات العلمية المتخصصة في التفجير الذري، والالكترونيات والصواريخ الموجهة والمواصلات السلكية واللاسلكية والحرب البيولوجية والحرب الكيماوية.
- الاستخبارات التكتيكية.

هي جمع المعلومات على المستوى التكتيكي حول قوات العدو في منطقة محددة، أو حول المنطقة ذاتها وتحليل هذه المعلومات وهي استخبارات (قتالية) أو ( المعركة) و المعلومات التي يحتاجها القائد الميداني ) : تعني التجسس التكتيكي. وهي جمع المعلومات المتعلقة بشؤون عسكرية أوأمنية وتنسيقها، وتحليلها، وتوزيعها على المستوى الاستراتيجي وعلى مستوى الدولة والهدف منها هو معرفة قدرات الدولة الأخرى، والتكهن بنواياها للمساعدة في تخطيط المسائل المتعلقة باستراتيجية الدولة صاحبة النشاط وتعني أيضاً جمع المعلومات عن الاتجاهات الاقتصادية العسكرية والسياسات المتبعة ( تعني التجسس الاستراتيجي ) .
- المخابرات الوقائية.

هي المعرفة والتنظيم والتحليل والنشاط الذي يوجه للقضاء على نشاط الجاسوسية المعادية، والمهمة الأساسية لمقاومة الجاسوسية هي التعرف على نشاط عملاء العدو السريين واستغلاله والسيطرة عليه.
- الاستخبارات المضادة.

تعني المعرفة والتنظيم والتحليل والنشاط الذي تستخدمه استخبارات الدول لشل نشاط الاستخبارات المعادية، ووجه نشاط في مكافحة الاستخبارات ضد جهود الاستخبارات الاجنبية المعادية المتمثلة بالتجسس.
والتجسس المضاد: - هو عبارة عن مجموعة من الإجراءات البوليسية المضادة التي تتخذها إحدى الدول للمحافظة على المعلومات السرية التي تمتلكها، ومنع عملاء العدو من الوصول اليها، والحفاظ على سرية عملياتها تجسسية واكتشاف نوايا العدو، وعمليات العدو.
التجسس السياسي : كانت البعثات الدبلوماسية لا تزال الوسيلة الرئيسية بجمع المعلومات السياسية عن مصادرها العلنية، وتدعمها في ذلك اجهزة الاستخبارات المتخصصة بواسطة عملاء سريين يقومون بالتجسس لحسابها .
التجسس الاقتصادي:
تهتم اجهزة التجسس بجمع المعلومات المتعلقة بالنشاط التجاري، والمالي للدول الأخرى.

## اختلاف تسميات جهاز المخابرات بين الدول العربية
- الجزائر :

مديرية المباحث والأمن، دائرة الاستعلام والأمن (DRS)، الأمن العسكري (SM).
- تونس :

الوكالة العامة المشتركة للاستعلامات والاستخبار.
- العراق:

 جهاز المخابرات الوطني العراقي INIS، المديرية العامة للاستخبارات، الاستخبارات العسكرية العراقية IMI.
- مصر:
  -  المخابرات العامة المصرية
  - هيئة الاستخبارات العسكرية تتبع القوات المسلحة المصرية
  - قطاع الأمن الوطني يتبع وزارة الداخلية

- الأردن:
  -  دائرة المخابرات العامة الأردنية .
  - الاستخبارات العسكرية، وتتبع الجيش الأردني.
- لبنان:

المديرية العامة لأمن الدولة , المديرية العامة للأمن العام.
- سوريا:

اداره المخابرات العامة السورية، شعبة الاستخبارات العسكرية، المخابرات الجوية 
السورية.
- الإمارات العربية المتحدة:

هيئة الاستخبارات والأمن العسكري، جهاز أمن الدولة ،
- ليبيا:

جهاز الأمن الخارجي، جهاز الأمن الداخلي، إدارة الاستخبارات.
- المغرب:

1. المديرية العامة للدراسات والمستندات، المخابرات الخارجية
2. المديرية العامة لمراقبة التراب الوطني ، المخابرات الداخلية
3. الاستعلامات العامة، مخابرات خاصة بالامن الوطني واستكشاف الجرائم وجمع المعلومات
4. المكتب الخامس بإدارة الدفاع الوطني المخابرات العسكرية للجيش

- الكويت:

جهاز الأمن الوطني، جهاز الاستخبارات العسكرية
- قطر:

جهاز أمن الدولة، جهاز الاستخبارات العسكرية، قوة الأمن الداخلي.
- السعودية:

رئاسة الاستخبارات السعودية.
- اليمن:

 الأمن السياسي  ، الأمن القومي
- السودان:

## أبرز أجهزة المخابرات الدولية
- الولايات المتحدة: وكالة الاستخبارات المركزية الأمريكية CIA
- روسيا: المخابرات الروسية لجنة أمن الدولة سابقا FSB (حاليا) جهاز الأمن الفيدرالي الروسي .
- مصر: المخابرات العامة المصرية
- الأردن: دائرة المخابرات العامة (GID).
- المملكة المتحدة: جهاز المخابرات البريطانى الخارجى المكتب السادس MI-6
- فرنسا: جهاز المخابرات العامة الفرنسية المكتب الثاني
- ألمانيا: دائرة الاستخبارات الاتحادية الألمانية
- إسرائيل: الموساد
- الصين: وزارة أمن الدولة
- سوريا: شعبة المخابرات العسكرية
- باكستان: وكالة الاستخبارات الباكستانية
- السعودية: الاستخبارات العامة السعودية